# Крыжановка (наблюдательная станция)
Наблюдательная станция Крыжановка НИИ «Астрономическая обсерватория» ОНУ им. И. И. Мечникова или Наблюдательная станция Крыжановка — наблюдательная станция, основанная в 1957 году в составе обсерватории Одесского государственного университета в селе Крыжановка Лиманского района Одесской области, в 15 км восточнее Одессы. Создание наблюдательной станции было инициировано в преддверии Международного геофизического года. Создателем станции был Владимир Платонович Цесевич. Основная тематика исследований — патрулирование метеоров для получения данных о свойствах атмосферы в метеорной зоне (80—110 км). На современном оборудовании станции в среднем за 120 минут патрульной съёмки получается изображение 1 метеора.

## Начальники станции
- с 1957 года — Г. А. Ланге
- Б. Н. Фирманюк
- А. В. Рябов
- Г. Ф. Потелещенко
- в настоящее время (2015) — Ю. М. Горбанев

## Инструменты обсерватории
- Старый метеорный патруль на базе 4 фотокамер НАФА-3С/25 с обтюратором и с объективами «Уран-9» (D=100 мм, F=250 мм, размер кадра 18×24 см, поле зрения 39×53 градусов).
- радиотелескоп — для наблюдений ионизированных следов метеоров в атмосфере
- Новый метеорный патруль на базе телескопа системы Шмидта (17/30см) и ПЗС приемника (WATEC LCL-902k) в телевизионном режиме на монтировке АПШ-4 (с лета 2003 года)
- Фотообъективы: «Индустар И-52», «Уран-9» и «Гелиос-40» с электронно-оптическим преобразователем «ЭВП-20А»
- лазерно-локационный телескоп ТПЛ-1М (планируется)
- 80-см теодолит ЛД-2 для наблюдений ИСЗ (планируется)

## Основные направления исследований
- Патрульные базисные наблюдения метеоров (в 90-х годах XX века был перерыв в наблюдениях)
- Переменные звезды
- Кометы
- Лазерно-локационные наблюдения ИСЗ

## Основные достижения
- Было получено более 100 базисных фотографий метеоров с помощью метеорных патрулей с. Крыжановка и с. Маяки (до 90-х годов XX века)
- С лета 2003 года было получено около 400 изображений метеоров в малом поле зрения телескопа системы Шмидта (17/30см) за 860 часов патрульной съемки.